# Eugen Sandow
Pour les articles homonymes, voir Sandow.
Eugen Sandow, de son vrai nom Friedrich Wilhelm Mueller (Königsberg, 2 avril 1867 - Londres, 14 octobre 1925), est un athlète allemand qui fut le premier culturiste connu, se produisant à travers le monde dans des expositions et des films au début du XXe siècle. Il est communément considéré comme le père du culturisme moderne.

## Biographie

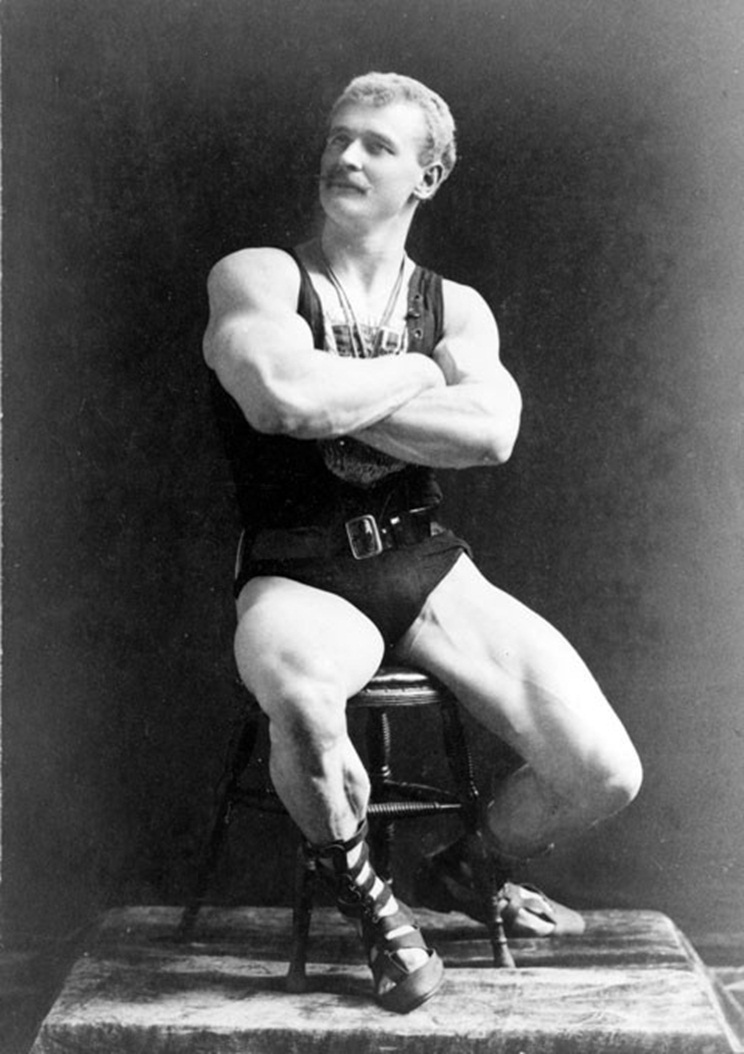
Eugen Sandow, un des pionniers du culturisme.

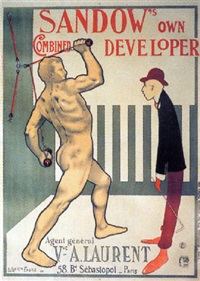
Vers 1900, est lancé le Sandow's Own Combiner Developper, un produit dérivé pour faire de la musculation chez soi (affiche de Louis Lucien Faure-Dujarric).

Enfant, il vécut en Italie avec son père, c'est là qu'il se prit d'admiration devant les statues romaines de gladiateurs et de héros mythologiques. Dès 19 ans, il commença à se produire dans des petits spectacles de cirque pour des démonstrations de force. Florenz Ziegfeld, impresario américain, le remarqua et l'engagea pour se produire à l'exposition universelle de 1893 à Chicago.
En cette fin du XIXe siècle, les spectacles de force étaient très courants et leurs vedettes très populaires. Sandow se distinguait de ses collègues par le soin qu'il portait à son apparence, cherchant plus une esthétique musculaire reproduisant un idéal antique, qu'une démonstration de force brute. Il fut, par cette exigence, le premier à développer la notion de sculpture du corps (body building) qui devint un objectif à part entière, distinct des exercices de force musculaire de foire. 
Pour ses entraînements, Sandow utilisait des appareillages comportant des lanières de caoutchouc élastiques, qui furent par la suite employées pour bien d'autres usages. C'est l'origine du nom commun sandow entré dans la langue française.

## Filmographie
- 1894 : Sandow court-métrage réalisé par William Kennedy Laurie Dickson.

## Publications
- (en) Sandow's System of Physical Training
- (en) Strength and How To Obtain It
- (en) Body-Building, Strength and Health
- (en) Life is Movement

#### Bases de données et dictionnaires
- Ressources relatives aux beaux-arts :   - National Portrait Gallery
  - Te Papa Tongarewa
- Ressource relative à la bande dessinée :   - Comic Vine
- Ressource relative à l'audiovisuel :   - IMDb
- Notices dans des dictionnaires ou encyclopédies généralistes :   - American National Biography
  - Britannica
  - Deutsche Biographie
  - Oxford Dictionary of National Biography
- Notices d'autorité :   - VIAF
  - ISNI
  - BnF (données)
  - IdRef
  - LCCN
  - GND
  - Pays-Bas
  - Israël
  - NUKAT
  - Vatican
  - Australie
  - Tchéquie
  - Portugal